# TOP500
TOP500 ist eine Liste der 500 schnellsten Supercomputer und ihrer Kenndaten. Die Liste wird nach dem Rmax-Wert des jeweiligen Computers bei Verwendung der High-Performance LINPACK Benchmark sortiert und stellt damit eine Rangfolge der leistungsfähigsten Maschinen zur Lösung linearer Gleichungssysteme dar.
Seit Juni 2008 wird auch der Energieverbrauch gelistet.
Den Computerbetreibern steht es frei, am Ranking teilzunehmen; einige leistungsmäßig vergleichbare Supercomputer bei großen Unternehmen, staatlichen Behörden und beim Militär sind daher nicht in der Liste enthalten.

## Geschichte

Zunahme der Rechenleistung. Y-Achse in GFLOPS.
Leistung aller 500 Supercomputer
1. Platz
500. Platz

Hervorgegangen ist die TOP500 aus Hans-Werner Meuers von 1986 bis 1992 jährlich publizierter Mannheimer Supercomputer-Statistik. Darin wurden nur die in den USA, Japan und Europa installierten Vektorcomputer-Systeme gezählt. Die Zahlen basierten dabei auf Angaben der Hersteller. Die schwierige Datenlage vor allem in Japan, die zunehmende Verbreitung massiv paralleler Systeme und von Hochleistungsrechnern allgemein machten eine Neuorganisation nötig.
Um die Liste auf eine bessere und überprüfbare Basis zu stellen, übernahm danach die Organisation TOP500, die von den Universitäten Mannheim und Tennessee sowie dem National Energy Research Scientific Computing Center repräsentiert wird, die Zusammenstellung der Liste. Die Festlegung auf 500 Einträge erfolgte, weil einerseits die letzte Mannheimer Supercomputerliste 530 Einträge hatte, andererseits mit Bezug auf die Forbes-500-Liste der erfolgreichsten Unternehmen. Seit Juni 1993 wird die TOP500 zweimal jährlich erarbeitet und abwechselnd auf der in Deutschland stattfindenden Internationalen Supercomputer-Konferenz und der in den USA stattfindenden Supercomputer Conference vorgestellt.
Die Zunahme der Rechenleistung folgt dem Mooreschen Gesetz, jedoch zunehmend abgeschwächt. Seit ca. 2022 sind die ersten Systeme in den EXAFLOP-Bereich vorgestoßen. Wesentlich für die Einführung neuerer Systeme ist nicht nur der immer größere Rechenbedarf, sondern auch deren gesteigerte Energieeffizienz. 

## Gelistete Computer

### Weltweit

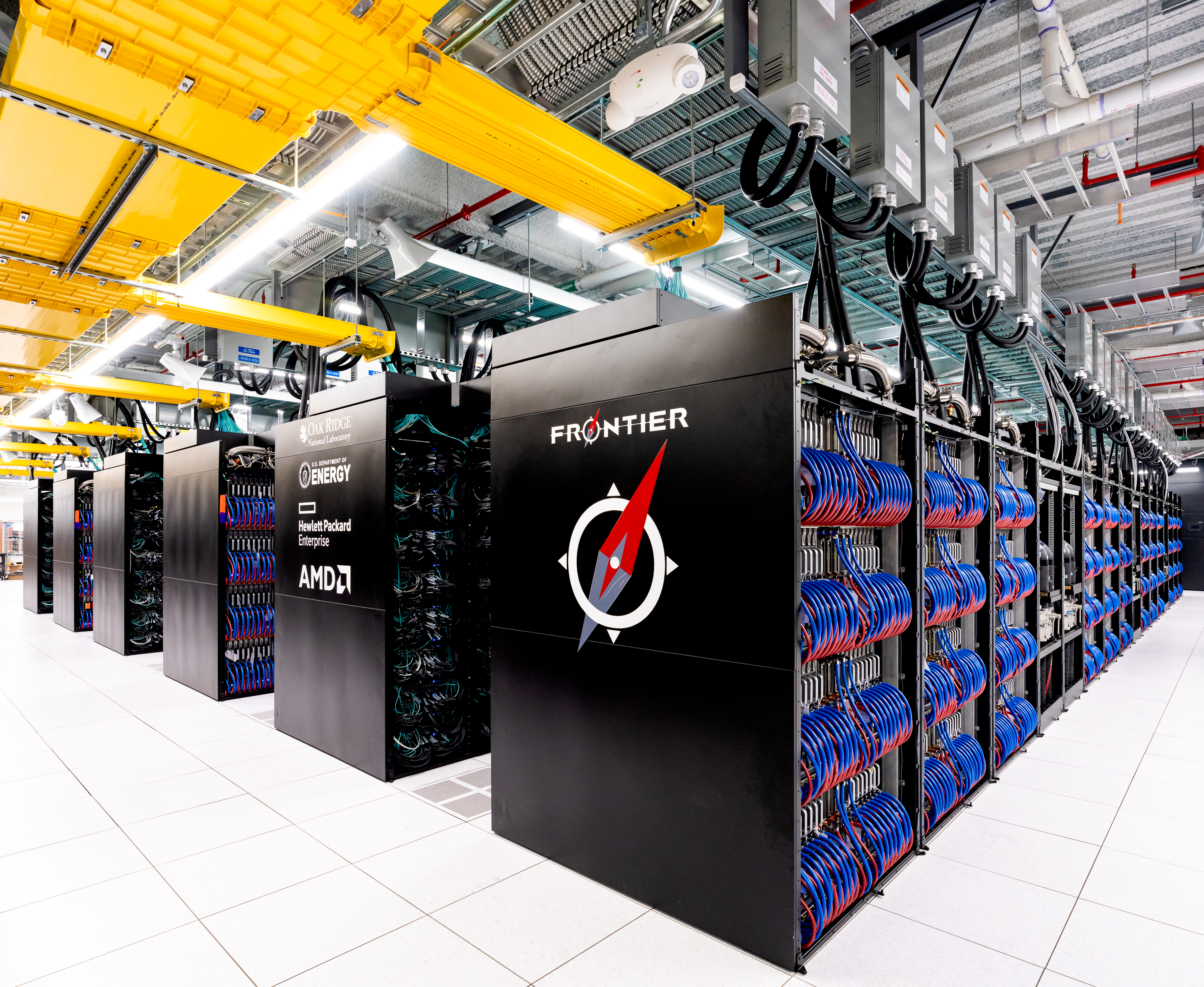
Frontier (erstes ExaFLOP-System der TOP500)

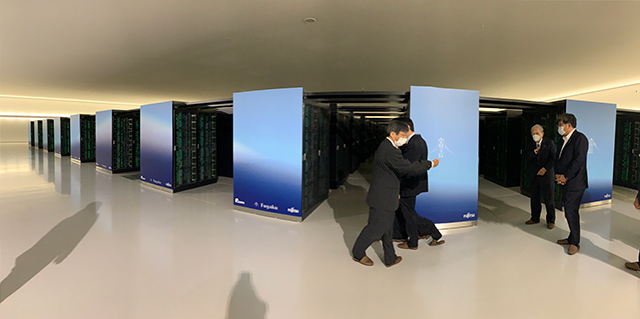
Fugaku Supercomputer

Die schnellsten Supercomputer weltweit (Stand: Juni 2025):
1. El Capitan des Lawrence Livermore National Laboratory mit 1,742 EFLOPS
2. Frontier des Oak Ridge National Laboratory mit 1,353 EFLOPS
3. Aurora des Argonne National Laboratory mit 1,012, EFLOPS
4. Jupiter Booster (EuroHPC) des Forschungszentrum Jülich mit 793,40 PFLOPS
5. Eagle der Microsoft Corporation mit 561,2 PFLOPS
6. HPC6 (Eni S.p.A.): 477,9 PFLOPS
7. Fugaku des RIKEN Center for Computational Science mit 442,0 PFLOPS
8. Alps des CSCS mit 434,9 PFLOPS
9. LUMI des EuroHPC mit 379,7 PFLOPS
10. Leonardo des EuroHPC mit 241,2 PFLOPS

### Europäische Union
Die Europäische Union förderte mit HPC-Europa und aktuell mit EuroHPC finanziell und organisatorisch den Aufbau von Supercomputern an verschiedenen EU-weit verteilten Standorten und ermöglicht die Beteiligung von mehreren Ländern an den einzelnen Projekten. Auf diese Weise konnten auch die kleineren EU-Länder Zugang zu Supercomputern erhalten oder sie sogar betreiben, die ansonsten nicht die Mittel aufbringen könnten. Auch nicht-EU Länder können sich über Verträge und Beiträge an den Projekten beteiligen. Das PRACE Netzwerk ermöglicht die Zusammenarbeit der europäischen Supercomputer und Datenzentren über die Ländergrenzen hinweg. 
Die schnellsten Supercomputer in der EU, in Klammern weltweiter Platz (Stand: Juni 2025):
1. (4)00  Jupiter Booster (Forschungszentrum Jülich): 793,40 PFLOPS
2. (6)0  HPC6 (Eni S.p.A.): 477,9 PFLOPS
3. (9)0  LUMI (EuroHPC): 379,7 PFLOPS
4. (10)  Leonardo (EuroHPC): 241,2 PFLOPS
5. (13)  ISEG2 (Nebius AI): 202,4 PFLOPS
6. (14)  MareNostrum 5 ACC (EuroHPC): 175,3 PFLOPS
7. (23)  CEA-HE (CEA): 90,8 PFLOPS
8. (29)  Gefion (Danish Centre for AI Innovation): 66,6 PFLOPS
9. (35)  Jean Zay H100 (IDRIS-GENCI): 52,2 PFLOPS
10. (39)  ISEG (Nebius AI): 46,5 PFLOPS

### Deutschland
Die schnellsten Supercomputer in Deutschland, in Klammern weltweiter Platz (Stand: Juni 2025):
1. (4)00  Nordrhein-Westfalen  Jupiter Booster (Forschungszentrum Jülich): 793,40 PFLOPS
2. (43)0  Nordrhein-Westfalen JUWELS Booster Module (FZJ): 44,1 PFLOPS
3. (51)0  Bayern Helma (Universität Erlangen): 32,2 PFLOPS
4. (54)0  Baden-Württemberg Hunter (HLRS Stuttgart): 31,7 PFLOPS
5. (55)0  Bayern Viper-GPU (Max Plank Gesellschaft): 31,1 PFLOPS
6. (66)0  Sachsen Capella (TU Dresden): 24,1 PFLOPS
7. (81)0  Bayern SuperMUC NG (Leibniz-Rechenzentrum): 19,5 PFLOPS
8. (95)0  Bayern SuperMUC NG Phase 2 (Leibniz-Rechenzentrum): 17,1 PFLOPS
9. (113)  Hessen SX-Aurora TSUBASA (Deutscher Wetterdienst): 13,6 PFLOPS
10. (108)  Hessen 43 (Hessian.AI): 11,3 PFLOPS

### Schweiz
Die schnellsten Supercomputer in der Schweiz, in Klammern weltweiter Platz (Stand: Juni 2025):
1. (8)00 Alps (CSCS): 434,9 PFLOPS
2. (77)0 Piz Daint (CSCS) 21,2 PFLOPS[3]
3. (124) Kuma (Ecole Polytechnique Federale de Lausanne): 12,0 PFLOPS
4. (385) Alps (CSCS): 3,1 PFLOPS

### Österreich
Die schnellsten Supercomputer in Österreich, in Klammern weltweiter Platz (Stand: Juni 2025):
1. (53)0 Phase 1 (MUSICA): 31,8 PFLOPS
2. (439) VSC-4: 2,7 PFLOPS[4]

Der Vorgänger des VSC-4, der VSC-3, hat rund 600 TFLOPS und über 32.000 Prozessoren. Der VSC-3 erreichte mit seinem außergewöhnlichen Kühlsystem den 86. Platz im Green500-Ranking.

### Top-Länder
Die Leistung und Anzahl der Supercomputer in den TOP500 aufgeschlüsselt nach Ländern (Stand: Juni 2025):
| Land                         | Leistung PFLOPS | Anzahl |
| ---------------------------- | --------------- | ------ |
| Vereinigte Staaten           | 6698,6          | 175    |
| Europäische Union            | 3585,3          | 128    |
| Japan                        | 1229,0          | 39     |
| Deutschland                  | 1185,3          | 41     |
| Italien                      | 874,9           | 17     |
| Schweiz                      | 471,2           | 4      |
| Vereinigtes Königreich       | 394,5           | 13     |
| Finnland                     | 391,4           | 3      |
| Frankreich                   | 327,5           | 25     |
| Südkorea                     | 323,1           | 15     |
| Niederlande                  | 291,3           | 7      |
| Volksrepublik China          | 281,3           | 47     |
| Spanien                      | 221,9           | 3      |
| Vereinigte Arabische Emirate | 122,3           | 4      |
| Taiwan                       | 116,6           | 8      |
| Saudi-Arabien                | 93,7            | 6      |
| Kanada                       | 79,0            | 13     |
| Russland                     | 71,5            | 6      |
| Schweden                     | 69,4            | 9      |
| Brasilien                    | 67,9            | 9      |
| Dänemark                     | 66,6            | 1      |
| Polen                        | 63,4            | 7      |
| Australien                   | 55,2            | 4      |
| Vietnam                      | 46,7            | 1      |
| Norwegen                     | 44,1            | 9      |
| Israel                       | 41,5            | 1      |
| Singapur                     | 38,3            | 5      |
| Österreich                   | 34,6            | 2      |
| Indien                       | 29,4            | 6      |
| Thailand                     | 22,0            | 2      |
| Tschechien                   | 18,0            | 3      |
| Island                       | 10,5            | 1      |
| Luxemburg                    | 10,5            | 1      |
| Türkei                       | 7,4             | 2      |
| Bulgarien                    | 7,0             | 2      |
| Slowenien                    | 6,9             | 2      |
| Irland                       | 6,7             | 2      |
| Argentinien                  | 5,4             | 1      |
| Portugal                     | 4,0             | 1      |
| Marokko                      | 3,2             | 1      |
| Ungarn                       | 3,1             | 1      |
| Belgien                      | 2,8             | 1      |

## Schnellste Supercomputer ihrer Zeit
Dies ist eine Liste der jeweils schnellsten Supercomputer ihrer Zeit. Eingetragen sind die Supercomputer, die als die schnellsten zum Zeitpunkt der Erstellung angesehen wurden, bzw. die die Nr. 1 der jeweils dann gültigen TOP500-Liste waren.
| Jahr | Land                   | Hersteller                                                      | Computer              | Performance | Performance | Referenz |
| ---- | ---------------------- | --------------------------------------------------------------- | --------------------- | ----------- | ----------- | -------- |
| 1938 | Deutsches Reich        | Zuse                                                            | Z1                    | 1.00        | IPS         | [ 7 ]    |
| 1941 | Deutsches Reich        | Zuse                                                            | Z3                    | 20.00       | IPS         | [ 8 ]    |
| 1946 | Vereinigte Staaten     | University of Pennsylvania                                      | ENIAC                 | 5.00        | kIPS        | [ 9 ]    |
| 1951 | Vereinigte Staaten     | Massachusetts Institute of Technology                           | Whirlwind I           | 20.00       | kIPS        | [ 10 ]   |
| 1958 | Vereinigte Staaten     | IBM                                                             | AN/FSQ-7              | 75.00       | kIPS        | [ 11 ]   |
| 1960 | Vereinigte Staaten     | IBM                                                             | 7090                  | 229.00      | kIPS        | [ 12 ]   |
| 1960 | Vereinigte Staaten     | UNIVAC                                                          | LARC                  | 250.00      | kIPS        | [ 13 ]   |
| 1961 | Vereinigte Staaten     | IBM                                                             | 7030 Stretch          | 1.20        | MIPS        | [ 14 ]   |
|      |                        |                                                                 |                       |             |             |          |
| 1962 | Vereinigtes Königreich | University of Manchester                                        | Atlas                 | 1.00        | MFLOPS      | [ 15 ]   |
| 1964 | Vereinigte Staaten     | CDC                                                             | 6600                  | 3.00        | MFLOPS      | [ 16 ]   |
| 1969 | Vereinigte Staaten     | CDC                                                             | 7600                  | 36.00       | MFLOPS      | [ 17 ]   |
| 1974 | Vereinigte Staaten     | CDC                                                             | STAR-100              | 100.00      | MFLOPS      | [ 18 ]   |
| 1976 | Vereinigte Staaten     | Cray                                                            | Cray-1                | 160.00      | MFLOPS      | [ 19 ]   |
| 1980 | Vereinigte Staaten     | CDC                                                             | Cyber 205             | 400.00      | MFLOPS      | [ 20 ]   |
| 1983 | Vereinigte Staaten     | Cray                                                            | X-MP/4                | 713.00      | MFLOPS*     | [ 21 ]   |
|      |                        |                                                                 |                       |             |             |          |
| 1985 | Vereinigte Staaten     | Cray                                                            | Cray-2                | 1.41        | GFLOPS*     | [ 22 ]   |
| 1988 | Vereinigte Staaten     | Cray                                                            | Y-MP/832              | 2.14        | GFLOPS*     | [ 21 ]   |
| 1990 | Japan                  | Fujitsu                                                         | VP2600/10             | 4.00        | GFLOPS*     | [ 21 ]   |
| 1992 | Japan                  | NEC                                                             | SX-3/44               | 20.00       | GFLOPS*     | [ 21 ]   |
| 1993 | Vereinigte Staaten     | Thinking Machines                                               | CM-5/1024             | 59.70       | GFLOPS*     | [ 23 ]   |
| 1993 | Japan                  | Fujitsu                                                         | Numerical Wind Tunnel | 124.20      | GFLOPS*     | [ 24 ]   |
| 1994 | Vereinigte Staaten     | Intel                                                           | Paragon XP/S 140      | 143.40      | GFLOPS*     | [ 25 ]   |
| 1994 | Japan                  | Fujitsu                                                         | Numerical Wind Tunnel | 170.00      | GFLOPS*     | [ 24 ]   |
| 1996 | Japan                  | Hitachi                                                         | SR2201                | 232.40      | GFLOPS*     | [ 26 ]   |
| 1996 | Japan                  | Hitachi                                                         | CP-PACS               | 368.20      | GFLOPS*     | [ 27 ]   |
|      |                        |                                                                 |                       |             |             |          |
| 1997 | Vereinigte Staaten     | Intel                                                           | ASCI Red              | 1.06        | TFLOPS*     | [ 28 ]   |
| 2000 | Vereinigte Staaten     | IBM                                                             | ASCI White            | 4.93        | TFLOPS*     | [ 29 ]   |
| 2001 | Vereinigte Staaten     | IBM                                                             | ASCI White            | 7.20        | TFLOPS*     | [ 29 ]   |
| 2002 | Japan                  | NEC                                                             | Earth Simulator       | 35.86       | TFLOPS*     | [ 30 ]   |
| 2004 | Vereinigte Staaten     | IBM                                                             | Blue Gene/L           | 70.72       | TFLOPS*     | [ 31 ]   |
| 2005 | Vereinigte Staaten     | IBM                                                             | Blue Gene/L           | 136.80      | TFLOPS*     | [ 31 ]   |
| 2005 | Vereinigte Staaten     | IBM                                                             | Blue Gene/L           | 280.60      | TFLOPS*     | [ 31 ]   |
| 2007 | Vereinigte Staaten     | IBM                                                             | Blue Gene/L           | 478.20      | TFLOPS*     | [ 31 ]   |
|      |                        |                                                                 |                       |             |             |          |
| 2008 | Vereinigte Staaten     | IBM                                                             | Roadrunner            | 1.02        | PFLOPS*     | [ 32 ]   |
| 2008 | Vereinigte Staaten     | IBM                                                             | Roadrunner            | 1.10        | PFLOPS*     | [ 32 ]   |
| 2009 | Vereinigte Staaten     | Cray                                                            | Jaguar                | 1.75        | PFLOPS*     | [ 33 ]   |
| 2010 | Volksrepublik China    | Universität für Wissenschaft und Technik der Landesverteidigung | Tianhe-1A             | 2.57        | PFLOPS*     | [ 34 ]   |
| 2011 | Japan                  | Fujitsu                                                         | K computer            | 10.51       | PFLOPS*     | [ 35 ]   |
| 2012 | Vereinigte Staaten     | IBM                                                             | Sequoia (Blue Gene/Q) | 16.32       | PFLOPS*     | [ 36 ]   |
| 2012 | Vereinigte Staaten     | Cray                                                            | Titan                 | 17.59       | PFLOPS*     | [ 37 ]   |
| 2013 | Volksrepublik China    | Universität für Wissenschaft und Technik der Landesverteidigung | Tianhe-2              | 33.86       | PFLOPS*     | [ 38 ]   |
| 2016 | Volksrepublik China    | NRCPC                                                           | Sunway TaihuLight     | 93.01       | PFLOPS*     | [ 39 ]   |
| 2018 | Vereinigte Staaten     | IBM                                                             | Summit                | 122.30      | PFLOPS*     | [ 40 ]   |
| 2019 | Vereinigte Staaten     | IBM                                                             | Summit                | 148.60      | PFLOPS*     | [ 41 ]   |
| 2020 | Japan                  | Fujitsu                                                         | Fugaku                | 415.53      | PFLOPS*     | [ 42 ]   |
| 2020 | Japan                  | Fujitsu                                                         | Fugaku                | 442.01      | PFLOPS*     | [ 42 ]   |
| 2021 | Japan                  | Fujitsu                                                         | Fugaku                | 442.01      | PFLOPS*     | [ 42 ]   |
|      |                        |                                                                 |                       |             |             |          |
| 2022 | Vereinigte Staaten     | HPE                                                             | Frontier              | 1.10        | EFLOPS*     | [ 43 ]   |
| 2023 | Vereinigte Staaten     | HPE                                                             | Frontier              | 1.19        | EFLOPS*     | [ 43 ]   |
| 2024 | Vereinigte Staaten     | HPE                                                             | Frontier              | 1.35        | EFLOPS*     | [ 43 ]   |
| 2024 | Vereinigte Staaten     | HPE                                                             | El Capitan            | 1.74        | EFLOPS*     | [ 44 ]   |

## Betriebssysteme
Alle Supercomputer dieser Liste werden mit Linux-Derivaten betrieben (Stand: November 2024). Im November 2017 fiel der letzte Supercomputer ohne Linux aus der Liste – er hatte IBM AIX als Betriebssystem.

## Green500

Exponentieller Anstieg der Energie-Effizienz (logarithmische Skala) der Green500. Rote und blaue Linie markieren die (geglättete) Spanne zwischen dem 1. und dem 500. System.

Die Green500 sind eine seit 2009 veröffentlichte alternative Reihung der TOP500-Liste. Sie sortiert die TOP500-Supercomputer nach ihrer Energie-Effizienz (Siehe auch: Grüne IT), gemessen in GFLOPS pro Watt. Der Energiebedarf des Kühlsystems bleibt dabei unberücksichtigt. Die Energiekosten sind ein bedeutender Faktor im Betrieb von Supercomputern und sind ein bedeutender Anreiz für Innovationen im Bereich der Energieeffizienz. Die benötigte elektrische Energie der Computer wird nahezu vollständig in Wärme umgesetzt, darüber hinaus wird zusätzliche Energie für die Wärmeabfuhr benötigt. Die Abwärme kann beispielsweise benutzt werden, um im Winter Gebäude oder Gewächshäuser zu beheizen.
Aktuelle Listen zeigen, dass massiv parallele Prozessoren mit mehreren Tausend kleinen Rechenkernen energieeffizienter arbeiten als Allzweck-Rechenkerne wie Intels Xeon-Reihen: Im Juni 2017 basierten die zehn energieeffizientesten Green500-Systeme auf hochparallelen Grafikprozessoren (Nvidia Tesla). Im November 2017 basierten die drei besten Systeme auf Prozessoren mit 2048 Rechenkernen je Chip (PEZY-SC2) – bei einer Energie-Effizienz von rund 17 GFLOPS/Watt.

### Weltweit
(in Klammern weltweiter Platz der TOP500)
(Stand: Juni 2025)

Werte in GigaFLOPS/Watt:
1. (259)  Jedi: 72,7
2. (148)  ROMEO: 70,9
3. (484)  Adastra2: 69,1
4. (183)  Isambard-AI phase 1: 68,8
5. (255)  Otus (GPU only): 68,2
6. (66)0  Capella: 68,1
7. (304)  SSC-24 Energy Module: 67,3
8. (85)0  Helios: 67,0
9. (399)  AMD Ouranos: 66,5
10. (412)  Henri: 65,4

### Europäische Union
(in Klammern weltweiter Platz der TOP500)
(Stand: Juni 2025)

Werte in GigaFLOPS/Watt:
1. (259)  Jedi: 72,7
2. (148)  ROMEO: 70,9
3. (484)  Adastra2: 69,1
4. (255)  Otus (GPU only): 68,2
5. (66)0  Capella: 68,1
6. (85)0  Helios: 67,0
7. (399)  AMD Ouranos: 66,5
8. (54)0  Hunter: 64,7
9. (55)0  Viper-GPU: 64,0
10. (379)  HoreKa-Teal: 63,0